# Acrobolbus saccatus
Acrobolbus saccatus là một loài rêu tản trong họ Acrobolbaceae. Loài này được (Hook.) Trevis. miêu tả khoa học lần đầu tiên năm 1877.